# Le Moineau du sanctuaire
Le Moineau du sanctuaire (The Sanctuary Sparrow) est un roman policier historique d'Ellis Peters, le septième de la série Frère Cadfael, paru en 1983.
Le roman est traduit en français par Nicolas Gille en 1990.

## Résumé
L'histoire se déroule pendant une semaine de mai 1140.
En mai, au cours du service de minuit des matines, un jeune homme arrive en courant dans l'église de l'abbaye de Shrewsbury, poursuivi par une foule hargneuse qui l'accuse de vol et d'assassinat. L'abbé Radulfus arrête net la foule et lui rappelle que tout homme a droit de faire une demande et trouver refuge dans le sanctuaire. Il ordonne donc à la foule de se retirer dans le calme jusqu'au lendemain matin où des accusations pourront être portées à l'encontre de Liliwin, jongleur et artiste itinérant, expulsé plus tôt des noces de l'orfèvre du village pour avoir échappé pendant sa routine une cruche de vin.
Le lendemain, un sergent sous les ordres du shérif Prestcote informe Liliwin qu'il est accusé de voies de fait et de vol qualifié. En outre, le séjour du garçon dans le refuge sanctuaire ne peut dépasser 40 jours et, si l'accusé quitte l'enceinte de l'abbaye, il sera capturé par les hommes du shérif. Mais Lilliwin proteste de son innocence. Aussi les responsables de l'abbaye ne voient-ils qu'un seul moyen pour éclaircir toute l'affaire : demander à frère Cadfael de se charger de l'enquête.

## Adaptation
- 1994 : Le Moineau du sanctuaire (The Sanctuary Sparrow), épisode 2, saison 1 de la série télévisée britannique Cadfael, réalisé par Graham Theakston, avec Derek Jacobi dans le rôle-titre.